# Kaplica Maria Hilf w Piekarach Śląskich
Kaplica Maria Hilf w Piekarach Śląskich (pol. Mario Wspomóż) – murowana neogotycka kaplica wzniesiona w 1905 roku, znajdująca się w Piekarach Śląskich-Szarleju, tuż przy granicy z Bytomiem, wpisana do rejestru zabytków nieruchomych województwa śląskiego (nr rej. A/586/2019 z 16 grudnia 2019).
Kaplica – początkowo drewniana – istniała w tym miejscu od XIX wieku, choć według jednej z legend już w XVII wieku powstać miał obiekt upamiętniający przemarsz wojsk króla Jana III Sobieskiego zmierzającego na odsiecz Wiednia. We współczesnej formie budowla powstała w 1905 roku, po I wojnie światowej znalazła się w granicach Polski. Na przestrzeni lat wielokrotnie była dewastowana, a następnie odnawiana; jej ostatni remont miał miejsce w latach 2020–2021.

## Położenie
Kaplica znajduje się w zachodniej części Piekar Śląskich, na terenie dzielnicy Szarlej, tuż przy granicy miasta z Bytomiem, na działce ewidencyjnej nr 2680/77 (obręb 0002 Piekary Wielkie), w pobliżu autostrady A1 oraz linii kolejowej . Obiekt jest oddalony od najbliższych zabudowań, stoi w kępie drzew na niewielkim pagórku.

## Historia

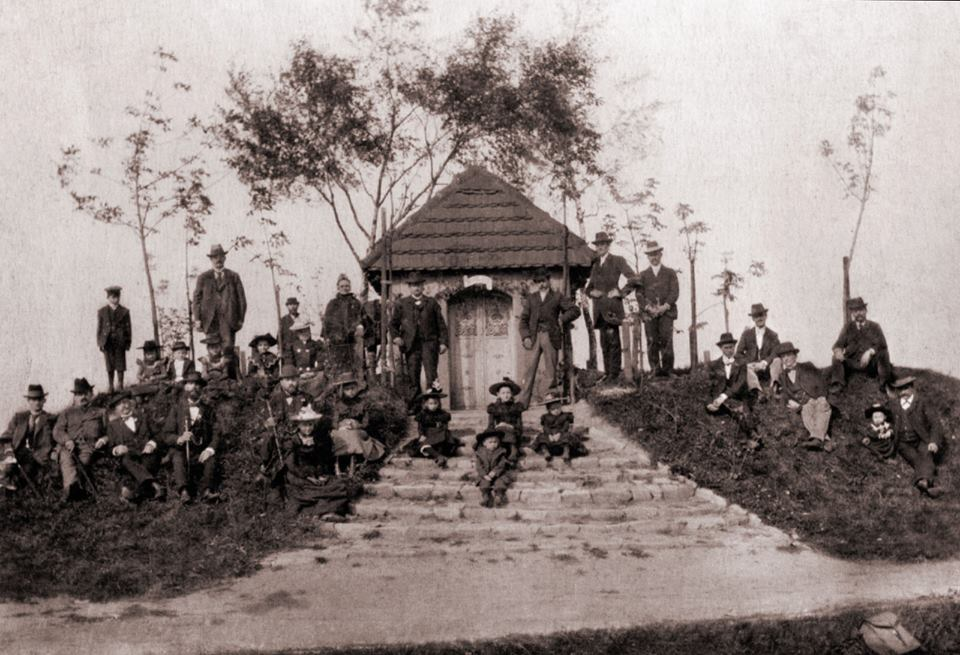
Niewielka kapliczka w miejscu obecnej kaplicy Maria Hilf, pocz. XX wieku

Pierwszy obiekt sakralny pomiędzy Piekarami Śląskimi a Bytomiem pojawia się na mapie tego obszaru wydanej w 1827 roku . W miejscu obecnej murowanej kaplicy przez lata stała drewniana, bielona wapnem kapliczka, której okoliczności powstania nie są znane. Według jednej z legend została ona ufundowana na przełomie XIX i XX wieku przez bogatego rzeźnika z Bytomia jako wotum dziękczynne za uzdrowienie jego chorej córki . Inna wersja mówi o postawieniu kaplicy bardzo dawno temu w szczerym polu na roli gospodarza Wieczorka. Kolejna legenda zaś głosi, że pierwsza kaplica w tym miejscu stanęła już w XVII wieku i upamiętnia przemarsz wojsk króla Jana III Sobieskiego zmierzającego na odsiecz Wiednia . Miał on rzekomo w miejscu późniejszej kaplicy trzykrotnie odwrócić się, kierując swój wzrok w stronę Piekar, gdzie przed Obrazem Matki Boskiej Piekarskiej modlił się o zwycięstwo.
Kaplica we współczesnej formie, murowana z cegły klinkierowej, wzniesiona została w 1905 roku według projektu architekta Karla Mainki z Bytomia, twórcy wielu okazałych kamienic znajdujących się w tym mieście . Fundatorami budowy nowego obiektu byli najprawdopodobniej Langnerowie (Langerowie), jednak według niektórych źródeł murowaną kaplicę ufundował Ignatz Hakuba, bytomski przedsiębiorca, handlowiec i filantrop, jeden z najbogatszych mieszkańców miasta na przełomie XIX i XX wieku .
W okresie świetności w oknach kaplicy znajdowały się witraże (w tym witraż Matki Bożej Polnej nad wejściem), ściany kaplicy od wewnątrz miały pokrywać dekoracje malarskie i sztukaterie, podłoga wyłożona była mozaikowymi kaflami, zaś w skład wyposażenia wchodził ołtarz z obrazem Wspomożenia Najświętszej Maryi Panny z bogato zdobionymi lichtarzami i tabernakulum oraz obrazy świętych, krzyż i tablica pamiątkowa .
Aż do wybuchu I wojny światowej w każdą ostatnią niedzielę maja w kaplicy odbywały się uroczystości maryjne, na które przybywali wierni z okolicznych miejscowości – Rozbarku, Bytomia i Piekar . Po wojnie i po III powstaniu śląskim opuszczona kaplica została zrujnowana, a z wnętrza zrabowano cenniejsze elementy wyposażenia. Około 1924 roku dalsze uszkodzenia budynku spowodowane zostały na skutek poprowadzenia w jego pobliżu nowej linii kolejowej oraz wzniesienia dworca, do budowy których używano materiałów wybuchowych . Jednocześnie, wraz z wytyczeniem nowej granicy między Polską a Niemcami, kaplica należąca dotychczas do parafii w Rozbarku przypadła parafii Najświętszej Marii Panny i św. Bartłomieja w Piekarach, a następnie parafii Trójcy Przenajświętszej w Szarleju.
Granica polsko-niemiecka przebiegała w odległości dosłownie kilkudziesięciu metrów od kaplicy . Budynek stał się więc miejscem odpoczynku strażników granicznych, którzy zaczęli go sprzątać i odnawiać, przywracając stopniowo jego dawną świetność. Teren w pobliżu kaplicy stanowił również miejsce spotkań członków polskiej drużyny harcerskiej z Bytomia oraz Polskiego Stowarzyszenia Gimnastycznego „Sokół” .

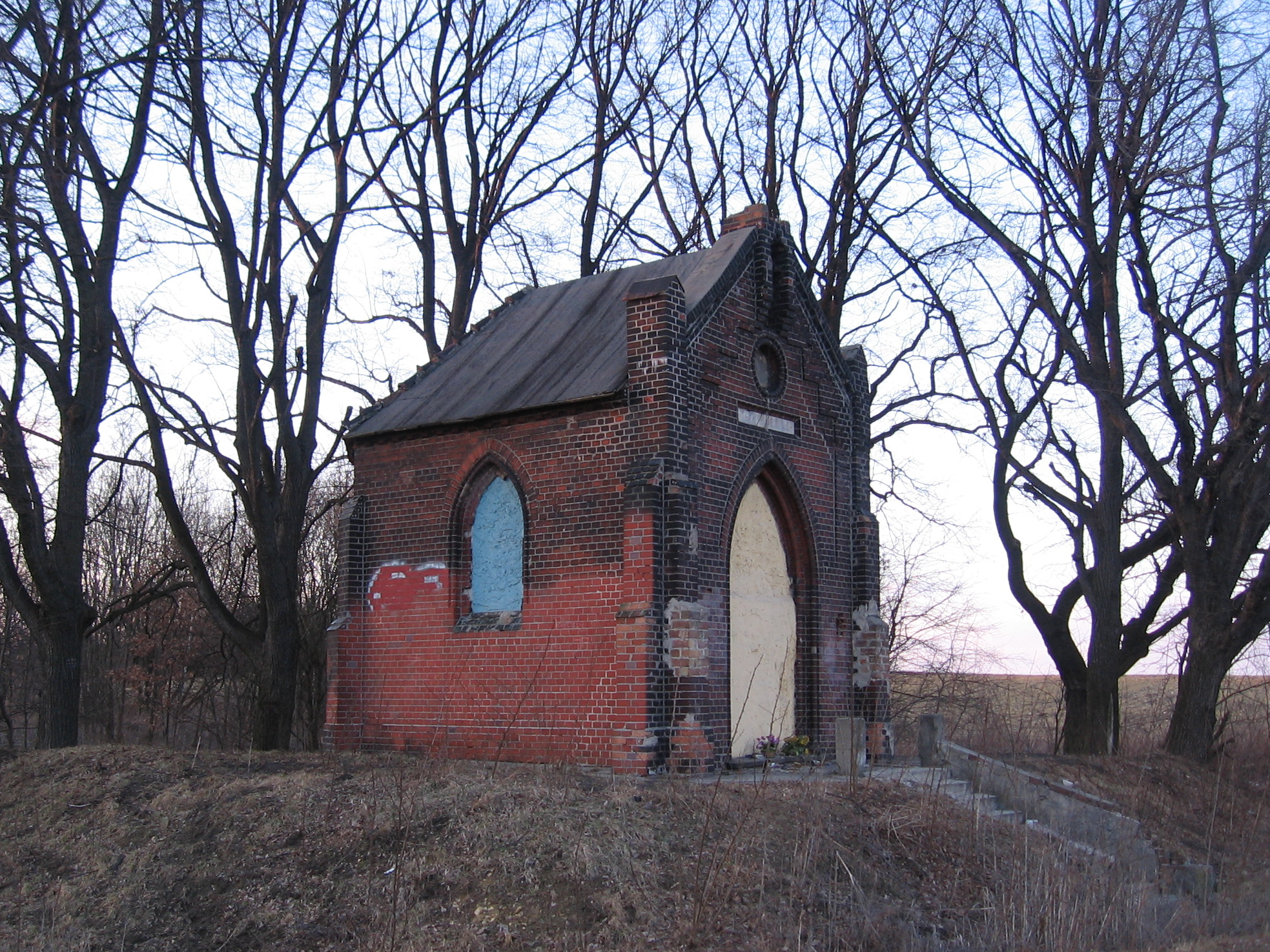
Widok kaplicy sprzed remontu (2018)

Po II wojnie światowej obiekt ponownie odnowiono, a w 1955 roku po długiej przerwie znowu odprawiono w nim mszę świętą. Przez wiele lat stanowił on jeden z punktów na trasie pielgrzymek udających się do piekarskiego sanktuarium . Kolejny gruntowny remont kaplicy przeprowadzono w latach 80. XX wieku, od tego czasu jednak, ze względu na swoją niekorzystną lokalizację na terenie odludnym, grabieże i liczne akty wandalizmu, budowla ponownie popadła w ruinę. Na początku XXI wieku dla zabezpieczenia budynku, wejście do niego oraz wszystkie otwory okienne zostały zamurowane .
Aby ocalić zabytkową kaplicę pojawiały się plany jej rozbiórki i przeniesienia w pobliże kościoła parafialnego, nigdy nie zostały one jednak zrealizowane ze względów finansowych. W 2019 roku kaplica stała się własnością miasta Piekary Śląskie; w tym samym roku wpisano ją również do rejestru zabytków . W latach 2020–2021 trwał remont obiektu, podczas którego m.in. wzmocniono jego fundamenty, wykonano nową konstrukcję dachu, uzupełniono ubytki elewacji oraz oczyszczono ją. Na szczycie budynku zawieszono nowy dzwon ufundowany przez Urząd Miasta Piekary Śląskie  . Ponadto uporządkowano również teren wokół kapliczki, montując ławki, kosze na śmieci, latarnie, stojak na rowery i tablicę informacyjną  . Koszt prac wyniósł prawie 550 tys. zł, z czego ponad 124 tys. zł dotacji przyznał Śląski Wojewódzki Konserwator Zabytków w Katowicach . Uroczyste oddanie do użytku odnowionego zabytku miało miejsce 20 września 2021 roku  .

## Architektura
Kaplica cechuje się neogotycką formą. Wykonana jest z nieotynkowanej cegły, wybudowana na rzucie prostokąta, z trójbocznie zamkniętą absydą od strony północno-zachodniej, kryta dwuspadowym dachem. Jej narożniki wsparte są skarpami przechodzącymi przy ścianie frontowej (południowo-wschodniej) w ceglane sterczyny. Wejście do kaplicy oraz okna w ścianach bocznych i mniejsze okna w bocznych ścianach absydy zwieńczone są ostrołukami; okno w środkowej ścianie absydy ma formę rozety. Wszystkie otwory okienne, jak i otwór drzwiowy, ujęte są w kształtki ceglane o profilu wałka. Szczyt budynku ozdobiony jest lekko wysuniętymi cegłami ułożonymi schodkowo. Nad wejściem znajduje się prostokątna płycina z marmurową tablicą, na której wyryty jest napis Erbaut • Maria hilf. • 1905. oznaczający datę wzniesienia kaplicy i jej wezwanie, nad płyciną okrągłe okienko, a ponad nim sygnaturka.